# 明日傳奇 (第一季)
美國超級英雄類型的電視劇《明日傳奇》第一季於2016年1月21日在CW電視網首播，2016年5月19日完結，共16集。故事改編自DC漫畫的相關角色，一群超級英雄和反派集結成隊，乘坐可以穿梭時空的飛船「乘波號」與汪達爾·薩維奇展開對抗。故事背景設定於綠箭宇宙，與該系列其他影集處於同一架空世界和共同世界。本季由貝蘭提製片公司、華納兄弟電視公司和DC娛樂聯合製作，菲爾·克默和克里斯·菲達克擔當節目統籌。
2015年5月，CW電視網宣佈預訂第一季，8月開機拍攝。阿瑟·達維爾出演團隊召集人里普·亨特，主演還包括維克多·賈博、布蘭登·勞斯、凱蒂·洛茨、法蘭茲·德拉梅、席亞拉·蕾妮、福克·漢斯契、艾米·彭伯頓、多米尼克·珀塞爾和溫特沃思·米勒。
2016年3月，CW電視網宣佈預訂第二季。

## 集數
| 總集數 | 集數 （季） | 標題         | 導演              | 編劇                                                                        | 首播日期      | 製作 代碼 | 美國收視人數 （百萬） |
| ------ | ----------- | ------------ | ----------------- | --------------------------------------------------------------------------- | ------------- | --------- | --------------------- |
| 12     | 12          | 試播集       | 葛倫·溫特         | 葛瑞格·貝蘭提＆馬克·古根海姆＆安德魯·克雷斯伯格＆菲爾·克默                  | 2016年1月21日 | 4X6351    | 3.21                  |
| 12     | 12          | 試播集       | 葛倫·溫特         | 菲爾·克默＆馬克·古根海姆＆葛瑞格·貝蘭提＆安德魯·克雷斯伯格                  | 2016年1月28日 | 4X6352    | 2.89                  |
| 3      | 3           | 血盟風雲     | 德莫特·道斯       | 馬克·古根海姆＆克里斯·菲達克                                                | 2016年2月4日  | 4X6353    | 2.32                  |
| 4      | 4           | 白衣騎士     | 安東尼奧·尼格特   | 萨拉·妮科尔·琼斯＆菲爾·克默                                                 | 2016年2月7日  | 4X6354    | 2.39                  |
| 5      | 5           | 故障保險     | 德莫特·道斯       | 貝絲·施瓦茨＆葛瑞娜·卡德芙                                                  | 2016年2月18日 | 4X6355    | 2.25                  |
| 6      | 6           | 星城2046     | 史蒂夫·希爾       | 馬克·古根海姆＆雷·尤塔納齊                                                  | 2016年2月25日 | 4X6356    | 2.47                  |
| 7      | 7           | 放逐         | 格雷戈里·史密斯   | 安德森·麥肯齊＆菲爾·克默                                                    | 2016年3月3日  | 4X6357    | 2.28                  |
| 8      | 8           | 鷹之夜       | 喬·丹堤           | 萨拉·妮科尔·琼斯＆科爾特尼·諾里斯                                           | 2016年3月10日 | 4X6358    | 2.01                  |
| 9      | 9           | 末日迷蹤     | 約翰·F·修沃爾特   | 貝絲·施瓦茨＆葛瑞娜·卡德芙                                                  | 2016年3月31日 | 4X6359    | 1.97                  |
| 10     | 10          | 後代         | 大衛·蓋德斯       | 菲爾·克默＆馬克·古根海姆                                                    | 2016年4月7日  | 4X6360    | 1.88                  |
| 11     | 11          | 絕地八騎士   | 索爾·弗賴登塔爾   | 劇本創作 ：葛瑞格·貝蘭提＆馬克·古根海姆 故事構思 ：馬克·古根海姆            | 2016年4月12日 | 4X6361    | 1.98                  |
| 12     | 12          | 最後的避難所 | 瑞秋·塔拉蕾       | 克里斯·菲達克＆馬修·瑪拉                                                    | 2016年4月21日 | 4X6362    | 1.78                  |
| 13     | 13          | 利维坦       | 格雷戈里·史密斯   | 萨拉·妮科尔·琼斯＆雷·尤塔納齊                                               | 2016年4月28日 | 4X6363    | 1.86                  |
| 14     | 14          | 時間之河     | 愛麗絲·特勞       | 科爾特尼·諾里斯＆安德森·麥肯齊                                              | 2016年5月5日  | 4X6364    | 1.63                  |
| 15     | 15          | 命運         | 奧拉頓德·奧遜山米 | 劇本創作 ：馬克·古根海姆 故事構思 ：菲爾·克默＆克里斯·菲達克                | 2016年5月12日 | 4X6365    | 1.89                  |
| 16     | 16          | 傳奇         | 德莫特·道斯       | 劇本創作 ：葛瑞格·貝蘭提＆克里斯·菲達克 故事構思 ：菲爾·克默＆馬克·古根海姆 | 2016年5月19日 | 4X6366    | 1.85                  |

## 演員與角色

### 主要角色
- 維克多·賈博 飾演 馬丁·斯坦因／火風暴（Martin Stein / Firestorm）

- 布蘭登·勞斯 飾演 雷·帕爾默／原子俠（Ray Palmer / Atom）

- 阿瑟·達維爾 飾演 里普·亨特（英语：Rip Hunter）

- 凱蒂·洛茨 飾演 莎拉·蘭斯（英语：Sara Lance）／白金絲雀（Sara Lance / White Canary）

- 法蘭茲·德拉梅（英语：Franz Drameh） 飾演 杰斐遜·傑克遜／火風暴（Jefferson Jackson / Firestorm）

- 席亞拉·蕾妮（英语：Ciara Renée） 飾演 肯德拉·桑德斯／鷹女孩（Kendra Saunders / Hawkgirl）

- 福克·漢斯契（英语：Falk Hentschel） 飾演 卡特·霍爾（英语：Hawkman (Carter Hall)）／鷹俠（Carter Hall / Hawkman）

- 艾米·彭伯頓（英语：Amy Pemberton (actress)） 配音 吉迪恩（英语：Gideon (Legends of Tomorrow)）

- 多米尼克·珀塞爾 飾演 米克·羅里／熱浪（Mick Rory / Heat Wave）

- 溫特沃思·米勒 飾演 雷歐納·史納克／冷凍隊長（Leonard Snart / Captain Cold）

### 常設角色
- 加斯帕·科倫普（英语：Casper Crump） 飾演 汪達爾·薩維奇（Vandal Savage）

- 馬丁·多諾萬 飾演 扎曼·德魯斯（英语：Zaman Druce）

### 客串角色
- 史蒂芬·艾梅爾 飾演 奧利佛·奎恩／綠箭俠（Oliver Queen / Green Arrow）[20]

艾梅爾同時飾演奧利佛·奎恩／綠箭俠（16號地球）
- 凱蒂·卡西迪 飾演 勞蕾爾·蘭斯／黑金絲雀（Laurel Lance / Black Canary）[21]

- 彼得·弗朗西斯·詹姆斯（英语：Peter Francis James） 飾演 奧爾達斯·博德曼（英语：Aldus Boardman）[22]

- 尼爾·麥克唐納 飾演 達米安·達克（英语：Damien Darhk）[23]

- 傑森·波多因（英语：Jason Beaudoin） 飾演 路易斯·史納克（Lewis Snart）[24]

- 斯蒂芬妮·科妮柳森（英语：Stephanie Corneliussen） 飾演 瓦倫蒂娜·沃斯托克（英语：Valentina Vostok）[25]

- 卡洛斯·巴爾德斯（英语：Carlos Valdes (actor)） 飾演 西斯科·拉蒙／震波（英语：Vibe (comics)）[26]

- 約瑟夫·大衛-瓊斯 飾演 小約翰·迪格爾／綠箭俠（John Diggle Jr. / Green Arrow）（16號地球）[27]

- 傑米·安德魯·卡特勒（英语：Jamie Andrew Cutler） 飾演 格蘭特·威爾遜／喪鐘（Grant Wilson / Deathstroke）（16號地球）[28]

- 艾莉·李伯特（英语：Ali Liebert） 飾演 琳賽·卡萊爾（Lindsay Carlisle）[29]

- 梅麗莎·羅克斯伯格（英语：Melissa Roxburgh） 飾演 貝蒂·西弗（Betty Seaver）[30]

- 馬修·納貝爾（英语：Matthew Nable） 飾演 拉斯·奧·古（Ra's al Ghul）[31]

- 米莉·威爾金森（英语：Milli Wilkinson） 飾演 塔莉亞·奧·古（Talia al Ghul）[32]

- 柯瑞·古魯特-安德魯（英语：Cory Grüter-Andrew） 飾演 皮爾·德加頓（Per Degaton）[33]

- 珠兒·史戴特（英语：Jewel Staite） 飾演 布萊斯（Bryce）[34]

- 強納森·史凱奇（英语：Johnathon Schaech） 飾演 約拿·海克斯（Jonah Hex）[35]

- 菲·金斯利（英语：Faye Kingslee） 飾演 漫遊者（The Pilgrim）[36]

- 保羅·布萊克索恩（英语：Paul Blackthorne） 飾演 昆汀·蘭斯（英语：Quentin Lance）[37]

- 希莉亞·伊姆麗（英语：Celia Imrie） 飾演 瑪麗·澤維爾（Mary Xavier）[38]

- 傑西卡·西波斯（英语：Jessica Sipos） 飾演 卡珊德拉·薩維奇（英语：Cassandra Savage）[39]

- 艾米莉·貝特·理查茲 飾演 費莉西蒂·史莫克（Felicity Smoak）[40]

- 伊莎貝拉·霍夫曼（英语：Isabella Hofmann） 飾演 克拉麗莎·斯坦因（Clarissa Stein）[41]

- 卡崔娜·洛（英语：Katrina Law） 飾演 妮莎‧奧‧古（英语：Nyssa al Ghul）[42]

- 帕特里克·J·亞當斯 飾演 雷克斯·泰勒／時俠（英语：Hourman (Rex Tyler)）[43]

## 製作

### 開發
2015年1月，聯合開創葛瑞格·貝蘭提透露有關《綠箭俠》和《閃電俠》中布蘭登·勞斯飾演的「原子俠」雷·帕爾默的衍生劇正在早期討論階段。2月，報道稱CW電視網正在策劃以超級英雄團隊為主角的電視劇，有望在2015－16季度中期播出。葛瑞格·貝蘭提、安德魯·克雷斯伯格、馬克·古根海姆和莎拉·謝克特擔當執行製作人。這部潛在的衍生劇以《綠箭俠》和《閃電俠》中的常設角色為主角，包括「原子俠」雷·帕爾默、溫特沃思·米勒飾演的「冷凍隊長」雷歐納·史納克和維克多·賈博飾演的「火風暴」馬丁·斯坦因，主要演員還包括凱蒂·洛茨。《綠箭俠》和《閃電俠》中的其他角色還會出現於影集之中，此外還會引入三個此前從未出現於電視中的DC漫畫角色。
2015年3月，《綠箭俠》的主演史蒂芬·艾梅爾確認《明日傳奇》將於2015－16季度中期播出，主創安德魯·克雷斯伯格透露《綠箭俠》第三季後期劇情中將為《明日傳奇》第一季的情節做鋪墊，例如將在後期劇情中說明凱蒂·洛茨飾演的「白金絲雀」莎拉·蘭斯在《綠箭俠》第三季開始時的死亡問題。葛瑞格·貝蘭提透露類似於連動集，為始終保持劇情帶來的「事件感」，在《閃電俠》中出演「火風暴」羅尼·雷蒙的羅比·艾梅爾沒有出現在最初的主演名單上。同月，多米尼克·珀塞爾確定回歸出演「熱浪」米克·羅里，為《綠箭俠》和《閃電俠》作曲的布萊克·尼利繼續擔當《明日傳奇》的作曲家。阿瑟·達維爾確定出演里普·亨特，席亞拉·蕾妮出演「鷹女孩」肯德拉·桑德斯。4月，《綜藝》雜誌在MIPTV 媒體市場透露影集的名稱為「明日傳奇」（Legends of Tomorrow）。同月，法蘭茲·德拉梅確定出演「火風暴」杰斐遜·傑克遜。最終在第三季中出演常設角色「閃電小子」華利·威斯特的凱南·羅斯戴爾參加了最初試鏡。艾米·彭伯頓為「乘波號」（Waverider）飛船上的人工智能系統吉迪恩配音。
2015年5月，主演維克多·賈博透露CW電視網確定直接整季預訂《明日傳奇》。5月7日，CW電視網正式公佈片名為「DC明日傳奇」（DC's Legends of Tomorrow）。同月，凱蒂·洛茨確定出演莎拉·蘭斯，她將在劇中成為「白金絲雀」。第一季的主要反派角色為汪達爾·薩維奇。6月，菲爾·克默確定擔當節目統籌，兼任執行製片人。克里斯·菲達克擔當聯合節目統籌與執行製片人。8月，加斯帕·科倫普確定出演反派角色汪達爾·薩維奇，福克·漢斯契出演「鷹俠」卡特·霍爾。漢斯契在首播兩集的片尾演員名單中被標記為常設演員，此後成為客串演員。2016年1月，馬丁·多諾萬確定里普·亨特的導師和時間之主扎曼·德魯斯。

### 拍攝
2015年5月，主演維克多·賈博透露主體拍攝計劃於2015年8月開機，2016年1月首播。第一季於2015年9月9日在加拿大英屬哥倫比亞省的溫哥華正式開機拍攝。

## 發行

### 電視播出
本季於2016年1月21日在美國CW電視網首播，2016年5月19日完結。CW電視網於2016年1月19日提前播出了前導特別節目，講述劇中主要角色的起源故事。本季原計劃於2016年1月20日在澳大利亞首播，隨後推遲至1月22日。本季於2016年3月3日在英國首播。

### 影碟發行
| 《明日傳奇》第一季                                             |          |               |               |               |               |               |               |
| 影碟詳情                                                       |          |               |               |               |               |               |               |
| - 16集／4碟裝 - 時長：11小時44分鐘 - 語言：英語（杜比數位5.1） |          |               |               |               |               |               |               |
| DVD                                                            | DVD      | 區域1         | 區域1         | 區域2         | 區域2         | 區域4         | 區域4         |
| 發行日期                                                       | 發行日期 | 2016年8月23日 | 2016年8月23日 | 2019年4月17日 | 2019年4月17日 | 2016年8月31日 | 2016年8月31日 |
| 藍光影碟                                                       | 藍光影碟 | A區           | A區           | A區           | B區           | B區           | B區           |
| 發行日期                                                       | 發行日期 | 2016年8月23日 | 2016年8月23日 | 2016年8月23日 | 2016年8月29日 | 2016年8月29日 | 2016年8月29日 |

## 迴響

### 收視
| 序 | 標題         | 播出日期      | 收視率/份額 （18–49歲） | 收視率變化 （%） | 收視人数 （百萬） | 收視人数變化 （%） | DVR收視率 （18–49歲） | DVR收視人数 （百萬） | 總收視率 （18–49歲） | 總收視人数 （百萬） |
| -- | ------------ | ------------- | ----------------------- | ---------------- | ----------------- | ------------------ | --------------------- | -------------------- | -------------------- | ------------------- |
| 1  | 試播集（上） | 2016年1月21日 | 1.2/4                   | 不適用           | 3.21              | 不適用             | 0.9                   | 2.03                 | 2.1                  | 5.24                |
| 2  | 試播集（下） | 2016年1月28日 | 1.1/3                   | −8.78▼           | 2.89              | −9.86▼             | 0.8                   | 1.64                 | 1.9                  | 4.54                |
| 3  | 血盟風雲     | 2016年2月4日  | 0.9/3                   | −20.94▼          | 2.32              | −19.88▼            | 0.7                   | 1.63                 | 1.6                  | 3.95                |
| 4  | 白衣騎士     | 2016年2月11日 | 0.9/3                   | −2.14▼           | 2.39              | +3.06▲             | 0.6                   | 1.40                 | 1.5                  | 3.80                |
| 5  | 故障保險     | 2016年2月18日 | 0.8/3                   | −4.84▼           | 2.25              | −6.02▼             | 0.7                   | 1.47                 | 1.5                  | 3.71                |
| 6  | 星城2046     | 2016年2月25日 | 0.9/3                   | +14.77▲          | 2.47              | +10.11▲            | 0.7                   | 1.41                 | 1.6                  | 3.88                |
| 7  | 放逐         | 2016年3月3日  | 0.9/3                   | −8.33▼           | 2.28              | −7.93▼             | 不適用                | 1.32                 | 不適用               | 3.60                |
| 8  | 鷹之夜       | 2016年3月10日 | 0.7/2                   | −15.3▼           | 2.01              | −11.77▼            | 0.6                   | 1.21                 | 1.3                  | 3.23                |
| 9  | 末日迷蹤     | 2016年3月31日 | 0.7/2                   | −6.52▼           | 1.97              | −2.19▼             | 0.5                   | 1.17                 | 1.2                  | 3.14                |
| 10 | 後代         | 2016年4月7日  | 0.7/3                   | ━                | 1.88              | −4.33▼             | 0.6                   | 1.23                 | 1.3                  | 3.23                |
| 11 | 絕地八騎士   | 2016年4月14日 | 0.7/3                   | −5.23▼           | 1.98              | +5.53▲             | 0.5                   | 1.19                 | 1.2                  | 3.19                |
| 12 | 最後的避難所 | 2016年4月21日 | 0.6/2                   | −1.07▼           | 1.78              | −10.28▼            | 0.6                   | 1.22                 | 1.2                  | 3.00                |
| 13 | 利維坦       | 2016年4月28日 | 0.7/2                   | +8.37▲           | 1.86              | +4.38▲             | 0.6                   | 1.33                 | 1.3                  | 3.19                |
| 14 | 時間之河     | 2016年5月5日  | 0.6/2                   | −16.17▼          | 1.63              | −12.27▼            | 0.5                   | 1.15                 | 1.1                  | 2.78                |
| 15 | 命運         | 2016年5月12日 | 0.7/3                   | +11.26▲          | 1.89              | +16.13▲            | 0.5                   | 1.18                 | 1.2                  | 3.08                |
| 16 | 傳奇         | 2016年5月19日 | 0.7/3                   | +0.61▲           | 1.85              | −2.27▼             | 0.5                   | 1.28                 | 1.2                  | 3.13                |

### 評價
《明日傳奇》第一季在影視匯總點評網站爛番茄上獲得65%的新鮮度，6.42/10分（36位劇評人），該網站的關鍵共識寫道：「奇幻特效、漫畫式的懷舊情調以及出色的選角有助於提升影集的影響力，但是主要角色過多分散觀眾注意力」。《明日傳奇》第一季在Metacritic網站上獲得了「混合或中等評價」，58/100分（22位劇評人）。
試播集獲得普遍好評。影評人拉斯·伯林格姆（Russ Burlingame）認為「試播集在當前眾多超級英雄影集中足夠吸睛」。網站的影評人傑西·謝丁（Jesse Schedeen）對試播集上部給出7.7/10的評分，稱讚它營造出的「史詩感」以及阿瑟·達維爾的出色表演。他對試播集下部給出8.4/10的評分，讚賞其中的「角色之間的互動狀態和超級英雄的動作戲份」。
傑西·謝丁回顧整個第一季時表示：「《明日傳奇》的季終集與首播集前後呼應。起初影集未能如同《閃電俠》和《綠箭俠》那樣快速使觀眾沉浸其中，但它最終找到屬於自己的節奏，展現出比其他影集更精彩的結尾。即使其中無意義的戀愛戲份以及與薩維奇的衝突未能激發出更多的興奮點，令人難忘的角色互動同樣帶來樂趣。」的J·C·馬切克三世（J. C. Macek III）認為《明日傳奇》第一季沒有明顯的不足之處，每集都有驚喜，最大的驚喜為第一季是一齣好劇。

### 獎項
| 年度 | 獎項        | 類別                                        | 入圍者                 | 結果 | 來源    |
| ---- | ----------- | ------------------------------------------- | ---------------------- | ---- | ------- |
| 2016 | 土星奖      | 最佳超級英雄改編劇集                        | 《明日傳奇》           | 提名 | [ 106 ] |
| 2016 | 乔伊奖 （） | 电视剧配角类最佳年轻男演员（6岁－10岁）     | 葛伦·戈登（Glen Gordon）          | 獲獎 | [ 107 ] |
| 2016 | 乔伊奖 （） | 电视剧客串角色 / 主要角色类最佳年轻男演员   | 艾登·郎沃斯（Aiden Longworth）        | 提名 | [ 107 ] |
| 2016 | 乔伊奖 （） | 电视剧客串角色 / 主要角色类最佳年轻男演员   | 科里·格鲁特-安德鲁（Cory Gruter-Andrew） | 提名 | [ 107 ] |
| 2016 | 乔伊奖 （） | 电视剧客串角色 / 主要角色类最佳年轻男演员   | 米切尔·库梅（Mitchell Kummen）        | 獲獎 | [ 107 ] |
| 2016 | 乔伊奖 （） | 电视剧常设角色类最佳年轻男演员（6岁－10岁） | 基弗·奥莱利（Kiefer O'Reilly）        | 獲獎 | [ 107 ] |

## 備註
1. ↑  2016年2月7日，第一季第4集〈白衣騎士〉在加拿大CTV電視網作為第五十屆超級盃後續節目提前播出[5]。
2. 1 2  收視率為該集在美國CW電視網播出數據。
3. ↑  2016年4月12日，第一季第11集《絕地八騎士》在加拿大CTV電視網提前播出[13]。

## 資料來源
1. ↑  Porter, Rick. . TV by the Numbers. 2016-03-11  [2016-03-11]. （原始内容存档于2016-03-12） （美国英语）.
2. 1 2 3  Porter, Rick. . TV by the Numbers. 2016-01-22  [2016-01-22]. （原始内容存档于2016-01-24） （美国英语）.
3. 1 2  Porter, Rick. . TV by the Numbers. 2016-01-29  [2016-01-29]. （原始内容存档于2016-01-30） （美国英语）.
4. 1 2  Porter, Rick. . TV by the Numbers. 2016-02-05  [2016-02-05]. （原始内容存档于2016-02-06） （美国英语）.
5. ↑  . Toronto Sun (Postmedia Network). 2016-01-26  [2018-07-21]. （原始内容存档于2018-03-27） （美国英语）.
6. 1 2  Porter, Rick. . TV by the Numbers. 2016-02-12  [2016-02-12]. （原始内容存档于2016-02-14） （美国英语）.
7. 1 2  Porter, Rick. . TV by the Numbers. 2016-02-19  [2016-02-19]. （原始内容存档于2016-02-21） （美国英语）.
8. 1 2  Porter, Rick. . TV by the Numbers. 2016-02-26  [2016-02-26]. （原始内容存档于2016-02-27） （美国英语）.
9. 1 2  Porter, Rick. . TV by the Numbers. 2016-03-04  [2016-03-04]. （原始内容存档于2016-03-05） （美国英语）.
10. 1 2  Porter, Rick. . TV by the Numbers. 2016-03-11  [2016-03-11]. （原始内容存档于2016-03-12） （美国英语）.
11. 1 2  Porter, Rick. . TV by the Numbers. 2016-04-01  [2016-04-01]. （原始内容存档于2016-04-01） （美国英语）.
12. 1 2  Porter, Rick. . TV by the Numbers. 2016-04-08  [2016-04-08]. （原始内容存档于2016-04-11） （美国英语）.
13. ↑  . Twitter. 2016-04-13  [2016-04-13]. （原始内容存档于2017-06-22） （美国英语）.
14. 1 2  Porter, Rick. . TV by the Numbers. 2016-04-15  [2016-04-15]. （原始内容存档于2016-04-16） （美国英语）.
15. 1 2  Porter, Rick. . TV by the Numbers. 2016-04-22  [2016-04-22]. （原始内容存档于2016-04-23） （美国英语）.
16. 1 2  Porter, Rick. . TV by the Numbers. 2016-04-29  [2016-04-29]. （原始内容存档于2016-05-01） （美国英语）.
17. 1 2  Porter, Rick. . TV by the Numbers. 2016-05-06  [2016-05-06]. （原始内容存档于2016-05-07） （美国英语）.
18. 1 2  Porter, Rick. . TV by the Numbers. 2016-05-13  [2016-05-13]. （原始内容存档于2016-05-14） （美国英语）.
19. 1 2 3  Porter, Rick. . TV by the Numbers. 2016-05-20  [2016-05-20]. （原始内容存档于2016-05-22） （美国英语）.
20. ↑  Melrose, Kevin. . Comic Book Resources. 2016-07-23  [2018-07-21]. （原始内容存档于2018-07-21） （美国英语）.
21. ↑  Marnell, Blair. . Nerdist. 2016-01-22  [2018-07-21]. （原始内容存档于2018-06-17） （美国英语）.
22. ↑  Burlingame, Russ. . Comicbook.com. 2015-09-24  [2018-07-21]. （原始内容存档于2016-12-05） （美国英语）.
23. ↑  Burlingame, Russ. . Comicbook.com. 2015-10-12  [2018-07-21]. （原始内容存档于2015-10-13） （美国英语）.
24. ↑  Marnell, Blair. . Nerdist. 2016-02-05  [2018-07-21]. （原始内容存档于2018-07-01） （美国英语）.
25. ↑  Ge, Linda. . TheWrap. 2015-09-23  [2018-07-21]. （原始内容存档于2018-06-17） （美国英语）.
26. ↑  Gerding, Stephen. . Comic Book Resources. 2016-02-18  [2018-07-21]. （原始内容存档于2018-07-21） （美国英语）.
27. ↑  Fitzpatrick, Kevin. . ScreenCrush. 2016-02-19  [2018-07-21]. （原始内容存档于2018-03-29） （美国英语）.
28. ↑  Holmes, Adam. . Cinema Blend. 2016-02-25  [2018-07-21]. （原始内容存档于2017-09-04） （美国英语）.
29. ↑  Abrams, Natalie. . Entertainment Weekly. 2015-12-25  [2018-07-21]. （原始内容存档于2018-06-13） （美国英语）.
30. ↑  Marnell, Blair. . Nerdist. 2016-03-11  [2018-07-21]. （原始内容存档于2018-06-19） （美国英语）.
31. ↑  Burlingame, Russ. . Comicbook.com. 2015-12-18  [2018-07-21]. （原始内容存档于2015-12-20） （美国英语）.
32. ↑  Arrant, Chris. . Newsarama. 2016-04-01  [2018-07-21]. （原始内容存档于2017-09-13） （美国英语）.
33. ↑  Prudom, Laura. . Variety. 2016-04-07  [2018-07-21]. （原始内容存档于2017-05-17） （美国英语）.
34. ↑  Wilkins, Alasdair. . The A.V. Club. 2016-04-07  [2018-11-08]. （原始内容存档于2018-11-06） （美国英语）.
35. ↑  Prudom, Laura. . Variety. 2016-01-19  [2018-07-21]. （原始内容存档于2016-02-25） （美国英语）.
36. ↑  Barr, Merrill. . TV Guide. 2016-04-21  [2018-07-21]. （原始内容存档于2016-09-21） （美国英语）.
37. ↑  Valentine, Evan. . Collider. 2016-04-21  [2018-07-21]. （原始内容存档于2016-07-28） （美国英语）.
38. ↑  Perry, Spencer. . Superhero Hype. 2016-04-13  [2018-07-21]. （原始内容存档于2016-11-01） （美国英语）.
39. ↑  Perry, Spencer. . ComingSoon.net. 2016-04-23  [2018-07-21]. （原始内容存档于2016-11-16） （美国英语）.
40. ↑  Francisco, Eric. . Inverse. 2016-05-06  [2018-07-21]. （原始内容存档于2017-06-08） （美国英语）.
41. ↑  . AlloCiné.   [2018-07-21]. （原始内容存档于2013-01-23） （法语）.
42. ↑  White, Brett. . Comic Book Resources. 2016-04-29  [2018-07-21]. （原始内容存档于2018-07-21） （美国英语）.
43. ↑  Venable, Nick. . Cinema Blend. 2016-05-20  [2018-07-21]. （原始内容存档于2017-04-21） （美国英语）.
44. ↑  . Deadline Hollywood. 2015-01-11  [2015-01-11]. （原始内容存档于2015-01-14） （美国英语）.
45. ↑  Andreeva, Nellie. . Deadline Hollywood. 2015-02-26  [2015-02-27]. （原始内容存档于2015-02-27） （美国英语）.
46. ↑  Keyes, Rob. . Screen Rant. 2015-03-16  [2015-03-16]. （原始内容存档于2015-03-16） （美国英语）.
47. ↑  Prudom, Laura. . Variety. 2015-03-16  [2015-04-02]. （原始内容存档于2015-04-01） （美国英语）.
48. ↑  Abrams, Natalie. . Entertainment Weekly. 2015-03-16  [2015-03-16]. （原始内容存档于2015-03-17） （美国英语）.
49. ↑  Andreeva, Nellie. . Deadline Hollywood. 2015-03-16  [2015-03-16]. （原始内容存档于2015-03-18） （美国英语）.
50. ↑  Neely, Blake. . Twitter. 2015-03-21  [2015-03-22]. （原始内容存档于2015-11-04） （美国英语）. @darthtardis: @MoreTVMag @cowonthewall @PSPatel Will the awesome Blake Neely be scoring the new spinoff or Supergirl?; @cowonthewall: @darthtardis @MoreTVMag @PSPatel yes to both! Woohoo!!
51. ↑  Andreeva, Nellie. . Deadline Hollywood. 2015-03-30  [2015-04-02]. （原始内容存档于2015-04-02） （美国英语）.
52. ↑  Andreeva, Nellie. . Deadline Hollywood. 2015-03-30  [2015-04-02]. （原始内容存档于2015-04-02） （美国英语）.
53. ↑  Barraclough, Leo; Hopewell, John. . Variety. 2015-04-20  [2015-04-24]. （原始内容存档于2015-04-24） （美国英语）. With MipTV wrapped, the focus now shifts to the L.A. Screenings in May. Big product suppliers were using MipTV to talk up L.A. Screenings bows that include, in terms of shows attracting attention for WBITVD, "Supergirl" for CBS, "Blindspot" for NBC, "Legends of Tomorrow" for CW, and also "The Curse of the Fuentes Women," for NBC.
54. ↑  Abrams, Natalie. . Entertainment Weekly. 2015-04-23  [2015-04-23]. （原始内容存档于2015-04-25） （美国英语）.
55. ↑  Abrams, Natalie. . Entertainment Weekly. 2015-12-07  [2018-07-23]. （原始内容存档于2018-06-30） （美国英语）.
56. ↑  Gross, Ed. . Empire. 2016-02-04  [2018-07-20]. （原始内容存档于2017-09-02） （美国英语）.
57. 1 2  Dyce, Andrew. . Screen Rant. 2015-05-02  [2015-05-02]. （原始内容存档于2015-05-03） （美国英语）.
58. ↑  Beedle, Tim. . DC Comics. 2015-05-07  [2015-05-08]. （原始内容存档于2015-05-09） （美国英语）.
59. ↑  Abrams, Natalie. . Entertainment Weekly. 2015-05-14  [2015-05-14]. （原始内容存档于2015-05-16） （美国英语）.
60. ↑  Ching, Albert. . Comic Book Resources. 2015-05-14  [2015-05-14]. （原始内容存档于2015-05-16） （美国英语）.
61. ↑  Andreeva, Nellie. . Deadline Hollywood. 2015-06-24  [2015-06-25]. （原始内容存档于2015-06-26） （美国英语）.
62. ↑  Andreeva, Nellie. . Deadline Hollywood. 2016-09-14  [2016-09-14]. （原始内容存档于2016-09-15） （美国英语）.
63. ↑  Roots, Kimberly. . TVLine. 2015-08-04  [2015-08-04]. （原始内容存档于2015-08-06） （美国英语）.
64. ↑  Petski, Denise. . Deadline Hollywood. 2015-08-03  [2018-07-20]. （原始内容存档于2018-06-20） （美国英语）.
65. ↑  Jeffrey, Morgan. . Digital Spy. 2018-02-27  [2018-07-20]. （原始内容存档于2018-03-03） （美国英语）.
66. ↑  Schwartz, Terri. . IGN. 2016-01-20  [2018-07-20]. （原始内容存档于2018-06-20） （美国英语）.
67. ↑  Burlingame, Russ. . Comicbook.com. 2015-09-13  [2015-09-13]. （原始内容存档于2015-09-14） （美国英语）.
68. ↑  Guggenheim, Marc. . Twitter. 2015-09-09  [2015-09-09]. （原始内容存档于2015-11-04） （美国英语）.
69. ↑  Lotz, Caity. . Facebook. 2015-09-05  [2015-09-05]. （原始内容存档于2015-11-29） （美国英语）.
70. ↑  Hayner, Chris. . Zap2it. 2016-01-20  [2016-01-29]. （原始内容存档于2016-01-28） （美国英语）.
71. ↑  Petski, Denise. . Deadline Hollywood. 2015-12-30  [2016-11-27]. （原始内容存档于2016-12-04） （美国英语）.
72. ↑  Knox, David. . TV Tonight. 2015-11-05  [2015-11-05]. （原始内容存档于2015-11-07） （美国英语）.
73. ↑  Knox, David. . TV Tonight. 2015-11-12  [2015-11-12]. （原始内容存档于2015-11-16） （美国英语）.
74. ↑  Purcell, Chuck. . The Green Room. 2015-12-24  [2016-01-03]. （原始内容存档于2016-01-03） （美国英语）.
75. ↑  Ritman, Alex. . The Hollywood Reporter. 2015-11-25  [2015-11-25]. （原始内容存档于2015-11-26） （美国英语）.
76. ↑  . TVShowsonDVD.com.   [2018-07-20]. （原始内容存档于2016-08-23） （美国英语）.
77. ↑  . Amazon.com.   [2020-11-19]. （原始内容存档于2020-11-27） （英国英语）.
78. ↑  . JB Hi-Fi.   [2020-11-19]. （原始内容存档于2020-11-27） （英语）.
79. ↑  . Blu-ray.com. 2016-08-23  [2018-07-21]. （原始内容存档于2017-12-12） （美国英语）.
80. ↑  . Amazon.com.   [2020-11-19]. （原始内容存档于2020-11-27） （英国英语）.
81. ↑  . TV Series Finale. 2020-11-19  [2020-11-19] （美国英语）.
82. ↑  . TV Series Finale. 2020-11-19  [2020-11-19] （美国英语）.
83. ↑  Porter, Rick. . TV by the Numbers. 2016-02-08  [2016-05-14]. （原始内容存档于2016-02-09） （美国英语）.
84. ↑  Porter, Rick. . TV by the Numbers. 2016-02-16  [2016-05-14]. （原始内容存档于2016-02-17） （美国英语）.
85. ↑  Porter, Rick. . TV by the Numbers. 2016-02-22  [2016-05-14]. （原始内容存档于2016-02-25） （美国英语）.
86. ↑  Porter, Rick. . TV by the Numbers. 2016-02-29  [2016-05-14]. （原始内容存档于2016-02-29） （美国英语）.
87. ↑  Porter, Rick. . TV by the Numbers. 2016-03-07  [2016-05-14]. （原始内容存档于2016-03-11） （美国英语）.
88. ↑  Porter, Rick. . TV by the Numbers. 2016-03-14  [2016-05-14]. （原始内容存档于2016-03-15） （美国英语）.
89. ↑  Porter, Rick. . TV by the Numbers. 2016-03-21  [2016-05-14]. （原始内容存档于2016-03-21） （美国英语）.
90. ↑  Porter, Rick. . TV by the Numbers. 2016-03-28  [2016-05-14]. （原始内容存档于2016-03-28） （美国英语）.
91. ↑  Porter, Rick. . TV by the Numbers. 2016-04-19  [2016-05-14]. （原始内容存档于2016-04-19） （美国英语）.
92. ↑  Porter, Rick. . TV by the Numbers. 2016-04-25  [2016-05-14]. （原始内容存档于2016-04-25） （美国英语）.
93. ↑  Porter, Rick. . TV by the Numbers. 2016-05-02  [2016-05-14]. （原始内容存档于2016-05-02） （美国英语）.
94. ↑  Porter, Rick. . TV by the Numbers. 2016-05-09  [2016-05-14]. （原始内容存档于2016-05-10） （美国英语）.
95. ↑  Porter, Rick. . TV by the Numbers. 2016-05-17  [2016-05-23]. （原始内容存档于2016-05-17） （美国英语）.
96. ↑  Porter, Rick. . TV by the Numbers. 2016-05-23  [2016-05-23]. （原始内容存档于2016-05-23） （美国英语）.
97. ↑  Porter, Rick. . TV by the Numbers. 2016-05-31  [2016-05-31]. （原始内容存档于2016-06-01） （美国英语）.
98. ↑  Porter, Rick. . TV by the Numbers. 2016-06-06  [2016-07-08]. （原始内容存档于2016-06-11） （美国英语）.
99. ↑  . Rotten Tomatoes. Fandango.   [2018-11-08]. （原始内容存档于2018-11-08） （美国英语）.
100. ↑  . Metacritic.   [2016-01-22]. （原始内容存档于2016-09-25） （美国英语）.
101. ↑  Burlingame, Russ. . Comicbook.com. 2015-12-30  [2015-12-30]. （原始内容存档于2015-12-30） （美国英语）.
102. ↑  Schedeen, Jesse. . IGN. 2016-01-19  [2016-01-19]. （原始内容存档于2016-01-19） （美国英语）.
103. ↑  Schedeen, Jesse. . IGN. 2016-01-29  [2016-01-29]. （原始内容存档于2016-01-29） （美国英语）.
104. ↑  Schedeen, Jesse. . IGN. 2016-05-26  [2018-07-21]. （原始内容存档于2018-07-21） （美国英语）.
105. ↑  Macek III, J. C. . PopMatters. 2016-08-31  [2018-07-21]. （原始内容存档于2018-07-21） （美国英语）.
106. ↑  . Saturn Awards. 2016-02-24  [2019-06-19]. （原始内容存档于2014-02-27） （美国英语）.
107. ↑  . The Joey Awards.   [2019-06-19]. （原始内容存档于2016-12-01） （美国英语）.

## 外部連結
- 官方网站
- 《明日傳奇 (第一季)》各集列表 来自互联网电影数据库